# Дайсуке Мацуй
Дайсуке Мацуй (на японски: 松井 大輔) е японски професионален футболист, полузащитник, национален състезател на Япония, който към 2013 година играе за ПФК Славия (София).

## Кратка спортна биография

### Ранни години
През 2000 г., Мацуи завършва Търговската гимназия Кагошима, и започва професионалната си кариера с Киото Пърпъл Санга в J Лигата.

### Киото Пърпъл Санга
След като участва в J Лигата, Киото Пърпъл Санга изпада в J Лига 2. През следващия сезон Мацуи играе важна роля в за клуба и за това той да завърши на първо място във втора дивизия, и да спечели промоция за завръщане в първа дивизия. През 2002 г. клубът продължава с успех в първенството и прави силен сезон, завършвайки на шесто място в първенството и спечелва на Купата на Императора. Успехите на клуба и доброто представяне на Мацуи му носят повиквателна в националния отбор на Япония през 2003 година.

### ФК Льо Ман
През 2004 г., след четири и половина сезона в Киото, Мацуи, подписва с френския клуб ФК Льо Ман, който участва във френската Лига 2. Мацуи избира Льо Ман, въпреки че има оферта от италианският Лацио, който е един от най-големите клубове в Серия А, защото не харесва дефанзивният стил на италианския футбол.
В Япония, Мацуи е критикуван за слабата си физика, но той се адаптира бързо към стила на френския футбол, чрез промяна на стила си да задържа топката по-малко. В първия си сезон с Льо Ман, той помага на клуба да спечели финала в Лига 2 и да спечели промоция за Лига 1. През Сезон 2005 – 2006 Льо Ман започва първенството непобеден в първите си шест мача, и завършва на 11-о място в лигата. Мацуи е избран за Играч на месец януари 2006 г., а мнозина го смятат за най-добрия играч на клуба през този сезон.
През 2006 – 07 сезон Мацуй изиграва 27 мача, а Льо Ман завършва на 12-о място в Лига 1.
През Сезон 2007 – 2008 Мацуй изразява пред ръководството желание да бъде трансфериран в нов клуб до края на сезона, когато договорът му с Льо Ман е напът да изтече. Сред отборите, които са готови да го вземат са италианските Катания, Атланта, Лацио и Торино от Серия А, Селтик и Глазгоу Рейнджърс от Шотландската Висша лига, Вердер Бремен и Волфсбург от Бундеслигата и Лил от френската Лига 1.

### АС Сент Етиен
В края на сезон 2007 – 2008, след като играе за Льо Ман в продължение на четири последователни години, Мацуй обявява за преминавато му в АС Сент Етиен от Лига 1, подписвайки контракт за период от три години.
В началото на сезон 2008 – 2009 Мацуй често не е в групата на отбора, което се смятало, че е поради лошата си спортна форма, съчетана с разрив с мениджъра Лоран Русé. На 10 ноември 2008 година Русè е освободен от Сент Етиен поради слаби резултати. При освобождаването му, клуба е загубил пет последователни мача и се намира на осемнайсето място от 20 отбора в лигата, с едва три победи, девет загуби и едно равенство. На 11 ноември 2008 г., Сент Етиен обявяват, че Ален Перен е назначен за нов мениджър на клуба. През 2009 г. Мацуй не успява да намира място и при новия треньор, което води до преместването му в друг клуб от Лига 1 – Гренобъл Фут 38.

### Гренобъл Фут 38
Мацуй вкарва 4 гола през сезона за новия си клуб, един срещу Лориен на 28 ноември 2009 г., два гола срещу Оксер на 6 февруари 2010 г. и един срещу Сошо на 17 април 2010 г., но въпреки това Гренобъл завършва на дъното на Лига 1 и изпада.

### Том Томск
По време на летния трансферен прозорец в руската Висша лига, Мацуй се премества в сибирския клуб Том Томск под наем до края на руския шампионат на 2010 г. Той изиграва първия си мач за новия си тим на 11 септември срещу Зенит (Санкт Петербург).

### Дижон ФСО
На 5 юли 2011 г., Мацуй, подписа двугодишен договор с френския Дижон, който тогава е нов участник във френската Лига 1.

### ПФК Славия (София)
На 11 септември 2012 г., Мацуи се присъединява към Славия (София) от българската А ПФГ.
Дебютира за Славия при победата над ПФК Локомотив (София) на 23 септември  година, когато влиза като резерва през второто полувреме и получава жълт картон.

### Национален отбор
Мацуи дебютира за националния отбор на 22 юни 2003 г. при участието на Япония в Купата на Конфедерациите 2003, срещу Колумбия, а отбелязва първото си попадение за Япония срещу Ангола на 11 октомври 2005 г. Той е играл и с младежкия национален отбор U-23 на Олимпиадата през 2004 година в Гърция.
Въпреки добрите си игри в Льо Ман, Мацуй не е повикан от старши треньора на Япония Зико в състава за Световното първенство през 2006 година. Това кара бившият треньор на Япония Филип Трузие да разкритикува решението на Зико, като посочва, че „Мацуй е избран за един от най-добрите чуждестранни играчи във Франция, и изваждането му от състава на Зико е жалко, предвид формата му и големия му опит“.
Мацуи е повикан отново в националния отбор, начело на който вече е хърватският специалист Ивица Осим, за мачовете срещу Австрия и Швейцария през септември 2007 г. Мацуй продължава да е викан в националния тим и при новия треньор Такеши Окада, който заменя Ивица Осим, който претърпява инсулт през ноември 2007 г.